# DC Universe
DC Universe (DCU) – franczyza obejmująca filmy i seriale o superbohaterach produkcji Warner Bros., które zaś oparte są na komiksach DC Comics.
Uniwersum zostało stworzone przez Jamesa Gunna i Petera Safrana, współzarządzających DC Studios. Jest miękkim rebootem franczyzy DC Extended Universe (DCEU). W przeciwieństwie do DCEU, DCU ma charakteryzować się ciągłością i jednolitą historią w filmach, serialach telewizyjnych, animacji i grach wideo. Adaptacje DC, które nie pasują do tej ciągłości, są oznaczone jako „DC Elseworlds”.
Po połączeniu Discovery i WarnerMedia w Warner Bros. Discovery, dyrektor generalny David Zaslav ujawnił plan „ożywienia” marki DC po słabym odbiorze niektórych filmów DCEU. W listopadzie 2022 roku Gunn i Safran zostali zatrudnieni jako współzarządzający nowo utworzonym DC Studios. Para spędziła kilka miesięcy nad opracowywaniem wraz z grupą scenarzystów historii dla ciągłości DCU, która obejmuje połączenie postaci popularnych i mało znanych. Niektóre projekty DCEU będące w przygotowaniu zostały porzucone, natomiast część jest kontynuowana w ramach nowej franczyzy.
Historia DCU została podzielona na części. Pierwsza z nich, „Chapter One: Gods and Monsters”, rozpoczęła się od serialu animowanego Koszmarne Komando (Creature Commandos), emitowanego od 5 grudnia 2024 roku, jednak za prawdziwy początek DCU Gunn i Safran uważają film Superman (2025).

## Rozwój

### DC Extended Universe
Pod koniec 2012 roku Warner Bros. Pictures zostało uznane za „pozostające w tyle” w porównaniu z konkurencyjną firmą Marvel Studios i ich Filmowym Uniwersum Marvela. Studio Warner Bros. rozpoczęło więc rozwój filmu Człowiek ze stali (2013), opartego na postaci Supermana z komiksów DC Comics, aby rozpocząć swoje własne wspólne uniwersum, które stało się znane jako „DC Extended Universe” (DCEU). W październiku 2014 roku ogłoszono pełną listę filmów, zaplanowanych na kolejne lata. Reżyser Człowieka ze stali, Zack Snyder, miał pracować jeszcze nad filmami Batman v Superman: Świt sprawiedliwości (2016) i Liga Sprawiedliwości (2017), były zaplanowane także spin-offy.
Batman v Superman okazał się porażką finansową i spotkał się z negatywnymi reakcjami fanów oraz krytyków ze względu na swój mroczny ton. Warner Bros. uznało, że nie może już dawać Snyderowi „wolnej ręki”, jaką miał przy tym filmie oraz Człowieku ze stali. Nastąpiła reorganizacja przyszłych projektów DC w ramach nowego działu DC Films. Dyrektor wykonawczy Jon Berg oraz pisarz komiksów Geoff Johns mieli współkierować DC Films i chcieli uczynić Ligę Sprawiedliwości bardziej optymistyczną i mniej mroczną. Studio nie było jednak zadowolone z ich pracy, więc zatrudniono Jossa Whedona w celu napisania przeróbek do filmu. W 2017 roku Snyder opuścił film po śmierci swojej córki, a Whedon ukończył go wprowadzając znaczne zmiany. Ostatecznie Liga Sprawiedliwości była kolejnym negatywnie przyjętym filmem. Studio dokonało kolejnych zmian, m.in. zwolniło Berga i Johnsa, a planowany spin-off Batmana został przerobiony na film w reżyserii Matta Reevesa, niebędący częścią DCEU.
Warner Bros. zamierzało, aby przyszłe projekty DCEU były mniej połączone ze sobą. W styczniu 2018 roku Walter Hamada został mianowany nowym prezesem DC Films. W październiku James Gunn został zatrudniony do napisania i wyreżyserowania Legion samobójców: The Suicide Squad (2021), kontynuacji wcześniejszego filmu DCEU Legion samobójców (2016). Współpracował z producentem Peterem Safranem, który wyprodukował także filmy Aquaman (2018) i Shazam! (2019). W maju 2020 roku Warner Bros. i Snyder ogłosili, że jego oryginalna wersja Ligi Sprawiedliwości zostanie wydana na platformie streamingowej HBO Max jako Liga Sprawiedliwości Zacka Snydera (2021). W 2022 roku oprócz filmów istniało około 25 innych produkcji opartych na komiksach DC. Hamada planował połączyć je za pomocą multiwersum, które zostało wprowadzone w filmie Flash (2023).

### Warner Bros. Discovery
W kwietniu 2022 r. Discovery i spółka WarnerMedia połączyły się, tworząc Warner Bros. Discovery. Jego prezesem został David Zaslav. Oczekiwano, że nowa firma zrestrukturyzuje DC Entertainment. Jeszcze przed zakończeniem fuzji Zaslav zaczął spotykać się z kandydatami do przejęcia DC, z nadzieją na znalezienie odpowiednika Kevina Feige, szefa Marvel Studios. Pomimo sukcesów kilku ostatnich filmów i seriali DC, Zaslav i Warner Bros. Discovery uważali, że franczyzie brakowało „spójnej strategii kreatywnej i marki” i zaprzestali wykorzystywania kluczowych postaci, takich jak Superman. W czerwcu Zaslav ogłosił, że DC Films zostanie oddzielone od Warner Bros. w ramach struktury Warner Bros. Discovery, ale będzie nadzorowane przez Michaela De Lucę i Pamelę Abdy do czasu powołania nowego szefa.

Na początku sierpnia 2022 roku studio zdecydowało się anulować film Batgirl, stwierdzając, że „po prostu nie zadziałał” i że był sprzeczny z wizją Zaslava. Następnie Zaslav ujawnił, że chce nowego, dziesięcioletniego planu dla produkcji DC i poprosił dyrektora wykonawczego Disneya Alana F. Horna o pomoc w znalezieniu szefa dla franczyzy. Hamadzie miało nie podobać się anulowanie Batgirl i próbował opuścić DC Films, ale został przekonany przez De Lucę i Abdy’go do pozostania do premiery filmu Black Adam. W filmie tym Henry Cavill powtórzył swoją rolę Supermana z Człowieka ze stali, co miało być wbrew życzeniom Hamady, lecz zostało zatwierdzone przez De Lucę i Abdy’ego, po namowach Dwayne’a Johnsona, odtwórcy głównej roli. Johnson zaczął promować ideę nakręcenia filmu Black Adam vs. Superman, a Warner Bros. planowało kontynuację Człowieka ze stali z Cavillem w roli głównej. Pod koniec sierpnia potencjalnym kandydatem do przejęcia DC był Dan Lin, ale wycofał się z rozmów kilka tygodni później. Do tej roli brany pod uwagę był także Todd Phillips, reżyser samodzielnego filmu Joker (2019), lecz chciał skupić się na filmie Joker: Folie à Deux (2024).

### DC Studios
Pod koniec października 2022 roku James Gunn i Peter Safran zostali ogłoszeni dyrektorami generalnymi nowo utworzonego DC Studios i od 1 listopada mieli przejąć obowiązki Hamady. Uznano to za szokującą i bezprecedensową decyzję, aby tak znany reżyser jak Gunn objął najwyższe stanowisko kierownicze w studiu filmowym. Oczekiwano, że skupi się on na kreatywnej stronie firmy, natomiast Safran miał zająć się częścią biznesową i produkcyjną. Ich umowa została podobno zawarta na cztery lata. Oboje oprócz pełnienia nowych ról, mieli nadal odpowiednio reżyserować i produkować projekty. Mieli oni podlegać bezpośrednio Zaslavowi i ściśle współpracować z De Lucą i Abdym. Tydzień po rozpoczęciu pracy, para podjęła decyzję o współpracy z grupą scenarzystów w celu opracowania ośmio lub dziesięcioletniego planu dla nowego uniwersum DC. Zaslav powiedział, że będzie on podobny do modelu Marvela, polegającym na pojedynczym, ujednoliconym podejściu do każdej postaci, szczególnie do Batmana i Supermana. W połowie listopada Gunn rozpoczął już pisanie scenariusza do pierwszego filmu, natomiast Safran „naprawiał” nadchodzącego Aquamana i Zaginione Królestwo.
Na początku grudnia 2022 roku ujawniono, że Patty Jenkins nie opracowuje już kontynuacji filmów Wonder Woman (2017) i Wonder Woman 1984 (2020) należących do DCEU, gdyż Gunn i Safran powiedzieli jej, że taki film nie pasuje do ich nowych wizji. Pojawiły się różne doniesienia na temat planów, w tym, że DCU będzie całkowitym restartem DCEU i odejdzie od aktorów obsadzonych przez Snydera, że film Batman Matta Reevesa zostanie włączony do DCU i że Jason Momoa grający postać Aquamana zostanie obsadzony jako postać Lobo. Te ujawnienia i plotki doprowadziły do obaw w branży i wśród fanów, co do kierunku, w jakim Gunn i Safran podążają, a Gunn wydał oświadczenie, stwierdzając, że „wkraczają w niespokojne środowisko” i nastąpi „nieunikniony okres przejściowy, gdy przejdziemy do opowiadania spójnej historii w filmach, serialach, animacjach i grach”. Tydzień później Gunn ogłosił, że on i Safran mają listę projektów „gotowych do realizacji”, a więcej szczegółów zostanie podanych w 2023 roku. Ujawnił, że pisze nowy film o Supermanie, w którym nie zagra Henry Cavill. Potwierdzono również, że Ben Affleck nie powróci do swojej roli Batmana. Gunn i Safran rozmawiali z Cavillem i Affleckiem o powrocie do DCU, jednak w innych rolach. Affleck powiedział później, że nie jest tym zainteresowany.

### Chapter One: Gods and Monsters
W styczniu 2023 roku poinformowano, że DCU będzie „częściowym resetem” DCEU. 31 stycznia Gunn i Safran przedstawili pierwsze projekty DCU. Ujawnili też scenarzystów, którzy współpracowali z nimi nad ogólną historią nowego uniwersum: Drew Goddard, Jeremy Slater, Christina Hodson, Christal Henry i Tom King. Podzielili oni historię na dwie „części”, mające trwać od ośmiu do dziesięciu lat. Nie wykluczuli możliwości stworzenia kolejnych. Rozdział pierwszy został zatytułowany „Gods and Monsters”, a jego/ pierwsze pięć filmów to Superman: Legacy, The Authority, The Brave and the Bold, Supergirl: Woman of Tomorrow i Swamp Thing. Zapowiedziano też pierwsze pięć seriali telewizyjnych: Koszmarne Komando (Creature Commandos), Waller, Lanterns, Paradise Lost i Booster Gold. Gunn zaznaczył, że lista ta łączy „diamentowe postacie” DC, takie jak Batman, Superman i Wonder Woman, z mniej znanymi postaciami, które mają szansę stać się równie popularne. Projekty DC, które nie wpisują się we wspólne uniwersum, oznaczane są jako „DC Elseworlds”. Pisarze czerpali inspirację z franczyzy Gwiezdnych wojen, która posiada „różne czasy, różne miejsca, różne rzeczy”, a także z serialu Gra o Tron i jego moralnie złożonych postaci.
Gunn powiedział, że Flash zresetuje ciągłość DCEU. Zdradził też, że nowa franczyza ma zachować m.in. niektórych członków obsady. Gunn i Safran zakładają, że aktorzy będą odgrywać swoje postaci w filmach, serialach i animacjach. Powiedzieli też, że Viola Davis (Amanda Waller) i John Cena (Peacemaker) powrócą do swoich ról z Legionu samobójców i Peacemakera w DCU i będą oni pamiętali wydarzenia z poprzednich projektów. Pojawiły się też informacje, że Jason Momoa (Aquaman), Gal Gadot (Wonder Woman), Ezra Miller (Flash) i Zachary Levi (Shazam) również powtórzą swoje role, ale nie zostały one potwierdzone. Gunn dodał, że film Blue Beetle, nie ma związku z poprzednimi produkcjami DCEU i może łączyć się z DCU, co potwierdził reżyser filmu Angel Manuel Soto, mówiąc, że jest to część przyszłych planów uniwersum. Gunn i Safran niedługo potem ujawnili, że Xolo Maridueña będzie kontynuował swoją rolę Jaime’ego Reyesa / Blue Beetle w ramach DCU. W lipcu 2023 roku, po komercyjnej porażce filmu Shazam! Gniew bogów, Levi wyraził wątpliwości co do swojego powrotu do roli. W sierpniu 2023 roku Gadot powiedziała, że będzie rozwijać nowy film o Wonder Woman z Gunem i Safranem, ale szybko doniesiono, że nie jest to prawda. Nie ujawniono oficjalnej decyzji, czy Gadot będzie powtarzać swoją rolę w DCU. W październiku 2023 roku magazyn „Variety” doniósł, że żaden aktor z Ligi Sprawiedliwości nie powtórzy swojej roli.
Safran powiedział, że jest elastyczność, jeśli chodzi o kolejność wydawania projektów DCU, chociaż niektóre, kluczowe dla ogólnej historii, będą miały ją konkretnie ustaloną. Dodał, że ich celem jest wydawanie dwóch filmów i dwóch seriali na platformie HBO Max rocznie. Gunn uważał, że „przywiązanie do dat” jest kwestią ogólnobranżową i chciał skupić się na przygotowaniu odpowiednich scenariuszy dla każdego projektu przed rozpoczęciem ich produkcji. Powiedział, że było tak w przypadku Legionu samobójców, dzięki czemu film nie wymagał żadnych przeróbek w przeciwieństwie do innych projektów DCEU. Porównując DCU z FUM, Gunn powiedział, że to pierwsze uniwersum było osadzone w „fikcyjnym wszechświecie” z alternatywną historią i lokalizacjami, takimi jak Metropolis, Gotham City, Themyscira i Atlantyda, natomiast akcja FUM dzieje się w prawdziwych lokalizacjach. Spodziewał się także, że DCU będzie bardziej zaplanowane od samego początku niż FUM ze względu na grupę scenarzystów pracujących nad ogólną historią. DCU ma koncentrować się na tradycyjnych superbohaterach o tajnych tożsamościach, a projekty będą oparte na konkretnych seriach komiksów. Dzień po ogłoszeniu zapowiedzi kilka z tych komiksów pojawiło się na listach bestsellerów, a niektóre zostały wyprzedane.
Kiedy Gunn i Safran zaprezentowali pierwsze projekty nowej franczyzy, powiedzieli, że drugi sezon Peacemakera został opóźniony, gdyż Gunn był zajęty pisaniem Superman: Legacy. W lutym 2023 roku Gunn potwierdził, że serial nie został anulowany, a w październiku wyjaśnił, że drugi sezon będzie osadzony w ciągłości DCU. Gunn zdradził ponadto w grudniu, że sezon zostanie włączony do „Chapter One”.

## Filmy
| Tytuł                          | Data premiery                  | Reżyser                        | Scenarzysta                    | Producenci                                          | Status                         |
| Chapter One: Gods and Monsters | Chapter One: Gods and Monsters | Chapter One: Gods and Monsters | Chapter One: Gods and Monsters | Chapter One: Gods and Monsters                      | Chapter One: Gods and Monsters |
| ------------------------------ | ------------------------------ | ------------------------------ | ------------------------------ | --------------------------------------------------- | ------------------------------ |
| Superman                       | 11 lipca 2025                  | James Gunn                     | James Gunn                     | James Gunn i Peter Safran                           | Wydany                         |
| Supergirl                      | 26 czerwca 2026                | Craig Gillespie                | Ana Nogueira                   | James Gunn i Peter Safran                           | W postprodukcji                |
| Clayface                       | 11 września 2026               | James Watkins                  | Mike Flanagan                  | James Gunn, Peter Safran, Matt Reeves i Lynn Harris | Przedprodukcja                 |
| The Authority                  | BRAK DANYCH                    | BRAK DANYCH                    | BRAK DANYCH                    | BRAK DANYCH                                         | W przygotowaniu                |
| The Brave and the Bold         | BRAK DANYCH                    | Andy Muschietti                | BRAK DANYCH                    | James Gunn, Peter Safran, Barbara Muschietti        | W przygotowaniu                |
| Swamp Thing                    | BRAK DANYCH                    | James Mangold                  | James Mangold                  | BRAK DANYCH                                         | W przygotowaniu                |

### Superman(2025)
W połowie listopada 2022 roku, po objęciu stanowiska współzarządzającego DC Studios, Gunn zdradził, że pisze już nowy film będący częścią nowego uniwersum. W grudniu zapowiedział, że dużym priorytetem dla studia jest produkcja o Supermanie, którą następnie potwierdził. Powiedział, że w filmie nie zagra Henry Cavill, wcielający się w tytułową postać w DCEU, ponieważ scenariusz koncentruje się na młodszej wersji Supermana. W styczniu 2023 ujawniono tytuł filmu, Superman: Legacy, a datę premiery wyznaczono na 11 lipca 2025 roku. Gunn powiedział, że film będzie czerpał inspirację m.in. z komiksu „All-Star Superman” (2005-2008) autorstwa Granta Morrisona i Franka Quitely’ego. W marcu Gunn potwierdził, że zajmie się reżyserią, a Safran produkcją. W czerwcu David Corenswet i Rachel Brosnahan zostali obsadzeni w rolach Supermana i Lois Lane. Zdjęcia rozpoczęły się 29 lutego 2024 roku w Trilith Studios w Atlancie w stanie Georgia i potrwać do lipca tego samego roku. Wraz z rozpoczęciem zdjęć, tytuł filmu został zmieniony na Superman. Prace na planie zakończyły się 30 lipca 2024 roku. Światowa premiera miała miejsce 7 lipca 2025 roku.

### Supergirl(2026)
Produkcja została zapowiedziana przez Gunna i Safrana w styczniu 2023, podczas ogłaszania pierwszych projektów DCU. Ma to być adaptacja miniserii komiksowej Supergirl: Woman of Tomorrow (2021-22) autorstwa Kinga i Bilquis Evely. W listopadzie 2023 roku Ana Nogueira została zatrudniona do napisania scenariusza, a w styczniu 2024 roku Milly Alcock została obsadzona w roli tytułowej. Wcześniej wystąpi w niej w filmie Superman (2025). W kwietniu 2024 Craig Gillespie prowadził rozmowy w sprawie reżyserii filmu. W następnym miesiącu potwierdzono obsadzenie go na tym stanowisku. Zdjęcia rozpoczęły się w styczniu 2025 roku. W czerwcu 2025 Gunn potwierdził, że zrezygnowano z podtytułu „Woman of Tomorrow”. Supergirl ma premierę zaplanowaną na 26 czerwca 2026 roku.

### Clayface(2026)
W marcu 2023 roku Mike Flanagan i Trevor Macy spotkali się z Gunnem i Safranem w sprawie stworzenia filmu skoncentrowanego na postaci Clayface'a, w którym nie byłby złoczyńcą, jakim zwykle jest przedstawiany w komiksach. Nie było wówczas jasne, czy będzie on częścią DCU, czy Elseworlds; Oczekiwano, że sequel Batmana Matta Reevesa również będzie zawierał tę postać. W grudniu 2024 roku DC Studios zezwoliło na produkcję tego filmu jako część DCU na podstawie scenariusza napisanego przez Flanagana. Potwierdzono, że Reeves będzie jego producentem wraz z Lynn Harris. Flanagan nie był w stanie objąć stanowiska reżysera ze względu na swoje zobowiązania dotyczące filmu The Exorcist (2026) i serialu telewizyjnego Carrie. W lutym 2025 roku potwierdzono, że Alan Tudyk nie powróci do roli Clayface’a, któremu podkładał głos w serialu Koszmarne Komando. W tym czasie James Watkins został zatrudniony do wyreżyserowania filmu. Zdjęcia mają rozpocząć się w połowie 2025 roku. Clayface ma zostać wydany 11 września 2026 roku.

### The Authority
W styczniu 2023 roku, kiedy Gunn i Safran ujawnili pierwsze projekty DCU, włączyli do niej film opowiadający o zespole superbohaterów The Authority, który został stworzony przez Warrena Ellisa i Bryana Hitcha dla niezależnego wydawcy komiksów WildStorm. Po przejęciu WildStorm przez ⁣⁣DC Comics⁣⁣ jego postacie, w tym The Authority, zostały wprowadzone do kanonu DC Comics. Gunn i Safran również zamierzali włączyć postacie te do kanonu DC Universe, zaczynając od The Authority. Gunn powiedział, że ten projekt bardzo go pasjonował i że pracował nad jego zarysem z innymi scenarzystami DC Studios. Zdradził także, że będzie miał powiązania z Supermanem.

### The Brave and the Bold
Po zatrudnieniu Gunna i Safrana Zaslav powiedział, że w nowym DCU „nie będzie czterech Batmanów”. W grudniu 2022 roku Gunn ujawnił, że postać Batmana będzie miała „duże znaczenie w DCU”. Miesiąc później, kiedy Gunn i Safran zaprezentowali pierwsze projekty DCU, był wśród nich film The Brave and the Bold, który ma wprowadzić nową wersję Batmana do uniwersum. Gunn zdradził, że film będzie oparty na serii komiksów Granta Morrisona z lat 2006–2013. Potwierdzono, że do swojej roli z DCEU nie powróci Ben Affleck, natomiast seria filmów Matta Reevesa ma być kontynuowana niezależnie od DCU, pod nazwą DC Elseworlds. W czerwcu 2023 roku ujawniono, że reżyser Flasha, Andy Muschietti, został zatrudniony do wyreżyserowania filmu, a Barbara Muschietti wraz z Gunnem i Safranem będą producentami.

### Swamp Thing
W grudniu 2022 r. doniesiono, że James Mangold jest zainteresowany współpracą z Gunnem i Safranem przy projekcie DCU. Kiedy para zaprezentowała pierwsze projekty tego uniwersum w styczniu 2023 roku, był wśród nich film Swamp Thing. Gunn powiedział, że będzie on czerpał inspirację z komiksu „The Saga of the Swamp Thing” autorstwa Alana Moore’a z lat 1984–1985. Po tym ogłoszeniu Mangold opublikował zdjęcie Swamp Thing w mediach społecznościowych. Następnego dnia potwierdzono, że prowadzi negocjacje w sprawie napisania scenariusza i wyreżyserowania filmu, ale nie spodziewano się, że rozpocznie nad nim pracę, dopóki nie ukończy Indiany Jones i artefaktu przeznaczenia (2023) i biografii Boba Dylana A Complete Unknown. W kwietniu potwierdzono zatrudnienie Mangolda i rozpoczął on pisanie scenariusza. W tym samym czasie pracował także nad jednym z filmów ze świata Gwiezdnych wojen i nie był pewien, który projekt będzie miał priorytet.

## Seriale telewizyjne
| Tytuł                          | Sezon                          | Odcinki                        | Wydanie                        | Wydanie                        | Stacja                         | Showrunner                     | Status                         |
| Tytuł                          | Sezon                          | Odcinki                        | Pierwsza emisja                | Ostatnia emisja                | Stacja                         | Showrunner                     | Status                         |
| Chapter One: Gods and Monsters | Chapter One: Gods and Monsters | Chapter One: Gods and Monsters | Chapter One: Gods and Monsters | Chapter One: Gods and Monsters | Chapter One: Gods and Monsters | Chapter One: Gods and Monsters | Chapter One: Gods and Monsters |
| ------------------------------ | ------------------------------ | ------------------------------ | ------------------------------ | ------------------------------ | ------------------------------ | ------------------------------ | ------------------------------ |
| Koszmarne Komando              | 1                              | 7                              | 5 grudnia 2024                 | 16 stycznia 2024               | HBO Max                        | James Gunn                     | Wydany                         |
| Peacemaker                     | 2                              | 8                              | 21 sierpnia 2025               | BRAK DANYCH                    | HBO Max                        | James Gunn                     | W postprodukcji                |
| Lanterns                       | 1                              | BRAK DANYCH                    | 2026                           | BRAK DANYCH                    | HBO Max                        | BRAK DANYCH                    | W produkcji                    |
| Waller                         | 1                              | BRAK DANYCH                    | BRAK DANYCH                    | BRAK DANYCH                    | HBO Max                        | Christal Henry & Jeremy Carver | W przygotowaniu                |
| Paradise Lost                  | 1                              | BRAK DANYCH                    | BRAK DANYCH                    | BRAK DANYCH                    | HBO Max                        | BRAK DANYCH                    | W przygotowaniu                |
| Booster Gold                   | 1                              | BRAK DANYCH                    | BRAK DANYCH                    | BRAK DANYCH                    | HBO Max                        | BRAK DANYCH                    | W przygotowaniu                |

## Porzucone lub anulowane projekty

### Niezatytułowany serial o Arkham
W marcu 2022 roku twórca Batmana, Matt Reeves, ujawnił, że podczas pracy nad spin-offem skupiającym się na Departamencie Policji Gotham City (GCPD) pojawił się pomysł serialu o Arkham Asylum. Powiedział, że serial rozwinie wprowadzone w filmie Arkham i zbada pochodzenie różnych postaci z nim związanych. Reeves wyobrażał sobie projekt jako horror, w którym Arkham zostałby przedstawiony jako nawiedzony dom. W październiku tego samego roku Antonio Campos został zatrudniony do napisania, wyreżyserowania oraz pełnienia funkcji producenta wykonawczego i showrunnera serialu. W lipcu 2024 roku „Variety” doniosło, że projekt został porzucony.

## DC Elseworlds
W styczniu 2023 roku, podczas ujawniania pierwszych projektów DCU, Gunn powiedział, że każdy projekt, który nie pasuje do wspólnego uniwersum DCU, zostanie oznaczony jako „DC Elseworlds”. Podobny zabieg stosuje DC Comics, które używa „Elseworlds” do oznaczania komiksów, oddzielonych od głównego kanonu. Safran powiedział, że wymagania do zatwierdzenia dla projektów spoza DCU są wysokie.
Poniższe produkcje zostały potwierdzone jako część „DC Elseworlds”:
- Młodzi Tytani: Akcja! – serial animowany produkowany od 2013 roku[104].
- Joker (2019) i Joker: Folie à Deux (2024) – filmy w reżyserii Todda Phillipsa[104][105].
- Harley Quinn – serial animowany produkowany od 2019 roku[106].
- Superman & Lois – serial aktorski produkowany od 2021 roku[44].
- Uniwersum Batmana tworzone przez Matta Reevesa:
  - Batman (2022) i The Batman – Part II (2026), a także planowa trzecia część serii[104][105][107][108],
  - The Penguin – serial aktorski będący spin-offem serii filmowej[104][105],
  - niezatytułowany serial o Gotham City Police Department[107].

- Niezatytułowany film o czarnoskórym Supermanie ze scenariuszem Ta-Nehisi Coatesa i wyprodukowany przez J.J. Abramsa[104][109].

- Niezatytułowana kontynuacja filmu Constantine (2005) w reżyserii Francisa Lawrence’a i z udziałem Keanu Reevesa[110][111].

- Produkcje DC Universe Animated Original Movies[112].
- Merry Little Batman – film animowany z 2023 roku[113].